# 361 Бононія
361 Бононія (361 Bononia) — астероїд зовнішнього головного поясу, відкритий 11 березня 1893 року Огюстом Шарлуа у Ніцці. Належить до групи Гільди.
Названий на честь міста Болонья (лат. Bononia).